# Juana López
Juana López , född 1845, död 1904, var en chilensk markententare. Hon åtföljde den chilenska armén som markenteterska under Stillahavskrigen. När hennes make och två söner föll i kriget, ska hon under ett slag själv ha tagit upp vapen och dödat en fiende. Hon blev en symbol för stridsmoralen och har hyllats som en hjältinna i Chile. 